# Halichoeres pallidus
Halichoeres pallidus Kuiter & Randall, 1995 è un pesce di acqua salata appartenente alla famiglia Labridae.

## Distribuzione e habitat
Proviene dalle barriere coralline dell'oceano Pacifico, in particolare di Palau, Indonesia e Sporadi equatoriali. Nuota tra i 37 e i 74 m di profondità in zone ricche di anfratti rocciosi.

## Descrizione
Presenta un corpo allungato, leggermente compresso ai lati, con la testa dal profilo decisamente appuntito. Gli occhi sono abbastanza grandi, soprattutto nei giovani. Può essere facilmente confuso con H. trispilus, una specie con una colorazione simile tipica però dell'oceano Indiano. È una specie di dimensioni piccole, infatti la lunghezza massima registrata è di 10 cm.
La colorazione non ha variazioni molto evidenti nel corso della vita del pesce. Il colore di fondo è rosato, più scuro e spesso tendente al grigiastro sulla testa. L'occhio è bianco a fasce rosse; le fasce continuano sbiadite anche su parte della testa. La pinna dorsale e la pinna anale sono basse e lunghe, giallastre, mentre la pinna caudale ha il margine arrotondato. Sulla pinna dorsale sono presenti delle macchie nere, il cui numero varia da una a tre.

## Biologia

### Comportamento
Questa specie ha l'abitudine di nuotare in banchi solitamente composti da pochi esemplari, di cui uno solo è un maschio adulto dominante.

### Alimentazione
Come tutti i pesci del genere Halichoeres, la sua dieta è composta prevalentemente da varie specie di piccoli invertebrati marini. Infatti vive soprattutto nelle zone rocciose, che spesso abbondano di invertebrati.

## Conservazione
Questa specie viene classificata come "a rischio minimo" (LC) dalla lista rossa IUCN perché non sembra essere minacciata da particolari pericoli.